# Sattelkröten
Als Sattelkröten (Brachycephalidae) bezeichnet man eine Familie winziger Froschlurche (Anura), die in Wäldern Brasiliens und Nord-Argentiniens beheimatet sind.

## Merkmale
Die Gattung umfasst sehr kleine Froscharten. Brachycephalus didactylus zählt mit einer Kopf-Rumpf-Länge von weniger als einem Zentimeter zu den kleinsten adulten Amphibien und Landwirbeltieren weltweit. Sattelkröten haben eine reduzierte Anzahl von Fingern und Zehen und kein Sternum. Manche Arten weisen eine leuchtend gelbe oder orange Färbung auf. Die Gelbe Sattelkröte (Brachycephalus ephippium) ist der bekannteste Vertreter. Sie zeichnet sich neben ihrer gelben Farbe durch das Vorhandensein eines knöchernen Dorsalschildes aus, das mit den Rückenwirbeln verbunden ist. Der Grad dieser Verknöcherung ist jedoch von Population zu Population verschieden.

## Verbreitung
Die Arten der Familie Brachycephalidae sind oft endemisch in einem sehr kleinen Gebiet anzutreffen.

## Lebensweise und Fortpflanzung

### Terrarana
Zu den Charakteristika der Brachycephalidae gehört auch die direkte Entwicklung der Eier ohne ein aquatiles Larvenstadium (Kaulquappe). Dieses Merkmal haben sie mit anderen Froschfamilien Süd- und Mittelamerikas gemeinsam, mit denen sie zu den Terrarana zusammengefasst wurden. Der Begriff Terrarana, der darauf hinweist, dass die Frösche ohne ein Entwicklungsstadium im Wasser auskommen, beschreibt dieselbe Gruppe von Familien, die phylogenetisch in der Überfamilie Brachicephaloidea zusammengefasst sind.
Fossile Formen sind ebenfalls bekannt. In Mexiko, nahe der Ortschaft Simojovel, wurde eine 25 Millionen Jahre alte Sattelkröte entdeckt. Die nur 7,5 Millimeter große Kröte war in einem Tropfen Harz eingeschlossen.

## Systematik und Taxonomie

### Gattungen und Arten

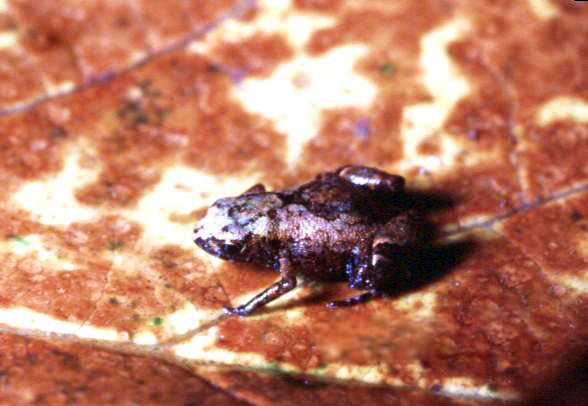
Brachycephalus hermogenesi

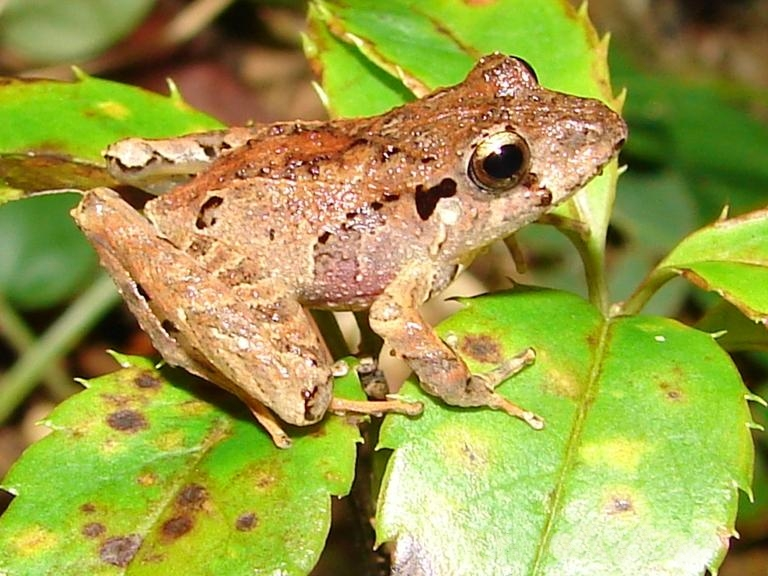
Ischnocnema henselii

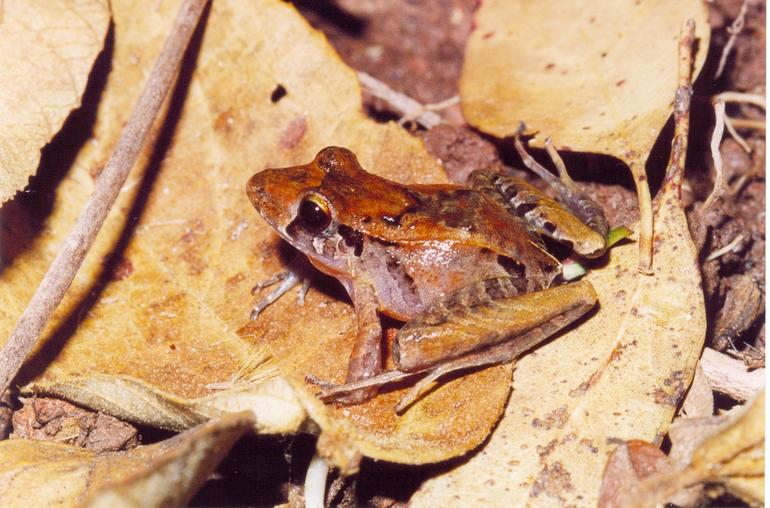
Ischnocnema izecksohni

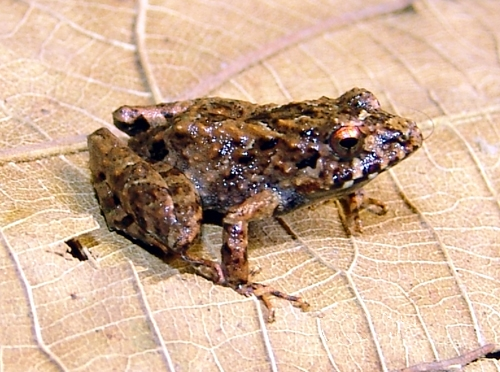
Ischnocnema verrucosa

Nach einer Revision der Systematik im Jahr 2008 werden zwei Gattungen unterschieden. Diese beiden Gattungen umfassen zusammen 81 Arten, davon 42 der Gattung Brachycephalus und 39 der Gattung Ischnocnema.
(Stand: 29. Oktober 2024)
- Gattung Brachycephalus Fitzinger, 1826 (42 Arten)[2]
  - Brachycephalus actaeus Monteiro, Condez, Garcia, Comitti, Amaral & Haddad, 2018[3]
  - Brachycephalus albolineatus Bornschein, Ribeiro, Blackburn, Stanley & Pie, 2016[4]
  - Brachycephalus alipioi Pombal & Gasparini, 2006
  - Brachycephalus auroguttatus Ribeiro, Firkowski, Bornschein & Pie, 2015
  - Brachycephalus boticario Pie, Bornschein, Firkowski, Belmonte-Lopes & Ribeiro, 2015
  - Brachycephalus brunneus Ribeiro, Alves, Haddad & Reis, 2005
  - Brachycephalus bufonoides Miranda-Ribeiro, 1920
  - Brachycephalus clarissae Folly, Vrcibradic, Siqueira, Rocha, Machado, Lopes & Pombal, 2022
  - Brachycephalus coloratus Ribeiro, Blackburn, Stanley, Pie & Bornschein, 2017[5]
  - Brachycephalus crispus Condez, Clemente-Carvalho, Haddad & Reis, 2014
  - Brachycephalus curupira Ribeiro, Blackburn, Stanley, Pie & Bornschein, 2017[5]
  - Brachycephalus dacnis Toledo, Botelho, Carrasco-Medina, Gray, Ernetti, Gama, Lyra, Blackburn, Nunes & Muscat, 2024[6]
  - Brachycephalus darkside Guimarães, Luz, Rocha & Feio, 2017
  - Brachycephalus didactylus (Izecksohn, 1971)
  - Brachycephalus ephippium (Spix, 1824) – Gelbe Sattelkröte
  - Brachycephalus ferruginus Alves, Ribeiro, Haddad & Reis, 2006
  - Brachycephalus fuscolineatus Pie, Bornschein, Firkowski, Belmonte-Lopes & Ribeiro, 2015
  - Brachycephalus garbeanus Miranda-Ribeiro, 1920
  - Brachycephalus guarani Clemente-Carvalho, Giaretta, Condez, Haddad & Reis, 2012
  - Brachycephalus herculeus Folly, Condez, Vrcibradic, Rocha, Machado, Lopes & Pombal, 2024[7]
  - Brachycephalus hermogenesi (Giaretta & Sawaya, 1998)
  - Brachycephalus ibitanga Condez, Monteiro, Malagoli, Trevine, Schunck, Garcia & Haddad, 2021[8]
  - Brachycephalus izecksohni Ribeiro, Alves, Haddad & Reis, 2005
  - Brachycephalus leopardus Ribeiro, Firkowski & Pie, 2015
  - Brachycephalus margaritatus Pombal & Izecksohn, 2011
  - Brachycephalus mariaeterezae Bornschein, Morato, Firkowski, Ribeiro & Pie, 2015
  - Brachycephalus mirissimus Pie, Ribeiro, Confetti, Nadaline & Bornschein, 2018[9]
  - Brachycephalus nodoterga Miranda-Ribeiro, 1920
  - Brachycephalus olivaceus Bornschein, Morato, Firkowski, Ribeiro & Pie, 2015
  - Brachycephalus pernix Pombal, Wistuba & Bornschein, 1998
  - Brachycephalus pitanga Alves, Sawaya, Reis & Haddad, 2009
  - Brachycephalus pombali Alves, Ribeiro, Haddad & Reis, 2006
  - Brachycephalus pulex  Napoli, Caramaschi, Cruz & Dias, 2011
  - Brachycephalus puri Almeida-Silva, Silva-Soares, Rodrigues & Verdade, 2021
  - Brachycephalus quiririensis Pie & Ribeiro, 2015
  - Brachycephalus rotenbergae Nunes, Guimarães, Moura, Pedrozo, Moroti, Castro, Stuginski, and Muscat, 2021[10]
  - Brachycephalus sulfuratus Condez, Monteiro, Comitti, Garcia, Amaral & Haddad, 2016
  - Brachycephalus tabuleiro Mângia, Santana, Drummond, Sabagh, Ugioni, Nogueira-Costa & Wachlevski, 2023
  - Brachycephalus toby  Haddad, Alves, Clemente-Carvalho & Reis, 2010
  - Brachycephalus tridactylus  Garey, Lima, Hartmann & Haddad, 2012
  - Brachycephalus verrucosus Ribeiro, Firkowski, Bornschein & Pie, 2015
  - Brachycephalus vertebralis Pombal, 2001

- - Brachycephalus atelopoide Miranda-Ribeiro, 1920 wird seit 2010 wieder als Varietät der Gelben Sattelkröte angesehen.

- Gattung Ischnocnema Reinhardt & Lütken, 1862 (39 Arten)[11]
  - Ischnocnema abdita Canedo & Pimenta, 2010
  - Ischnocnema bocaina Taucce, Zaidan, Zaher & Garcia, 2019
  - Ischnocnema bolbodactyla (Lutz, 1925)
  - Ischnocnema crassa Silva-Soares, Ferreira, Ornellas, Zocca, Caramaschi & Cruz, 2021
  - Ischnocnema colibri Taucce, Canedo, Parreiras, Drummond, Nogueira-Costa & Haddad, 2018[12]
  - Ischnocnema concolor Targino, Costa & Carvalho-e-Silva, 2009
  - Ischnocnema epipeda (Heyer, 1984)
  - Ischnocnema erythromera (Heyer, 1984)
  - Ischnocnema feioi Taucce, Canedo & Haddad, 2018[13]
  - Ischnocnema garciai Taucce, Canedo & Haddad, 2018[13]
  - Ischnocnema gehrti (Miranda-Ribeiro, 1926)
  - Ischnocnema gualteri (Lutz, 1974)
  - Ischnocnema guentheri (Steindachner, 1864)
  - Ischnocnema henselii (Peters, 1870)
  - Ischnocnema hoehnei (Lutz, 1958)
  - Ischnocnema holti (Cochran, 1948)
  - Ischnocnema izecksohni (Caramaschi & Kisteumacher, 1989)
  - Ischnocnema juipoca (Sazima & Cardoso, 1978)
  - Ischnocnema karst Canedo, Targino, Leite & Haddad, 2012
  - Ischnocnema lactea (Miranda-Ribeiro, 1923)
  - Ischnocnema manezinho (Garcia, 1996)
  - Ischnocnema melanopygia Targino, Costa & Carvalho-e-Silva, 2009
  - Ischnocnema nanahallux Brusquetti, Thomé, Canedo, Condez & Haddad, 2013
  - Ischnocnema nasuta (Lutz, 1925)
  - Ischnocnema nigriventris (Lutz, 1925)
  - Ischnocnema octavioi (Bokermann, 1965)
  - Ischnocnema oea (Heyer, 1984)
  - Ischnocnema paranaensis (Langone & Segalla, 1996)
  - Ischnocnema parnaso Taucce, Canedo, Parreiras, Drummond, Nogueira-Costa & Haddad, 2018[12]
  - Ischnocnema parva (Girard, 1853)
  - Ischnocnema penaxavantinho Giaretta, Toffoli & Oliveira, 2007
  - Ischnocnema pusilla Bokermann, 1967
  - Ischnocnema randorum (Heyer, 1985)
  - Ischnocnema sambaqui (Castanho & Haddad, 2000)
  - Ischnocnema spanios (Heyer, 1985)
  - Ischnocnema surda Canedo, Pimenta, Leite & Caramaschi, 2010
  - Ischnocnema venancioi (Lutz, 1958)
  - Ischnocnema verrucosa Reinhardt & Lütken, 1862
  - Ischnocnema vizottoi Martins & Haddad, 2010

Ischnocnema paulodutrai (Bokermann, 1975), Ischnocnema ramagii (Boulenger, 1888) und Ischnocnema vinhai (Bokermann, 1975) sind nun in der Gattung Pristimantis (Familie Craugastoridae) zu finden. Ischnocnema bilineata (Bokermann, 1975) wird von Canedo und Haddad incertae sedis zwischen die Gattungen Barycholos und Noblella innerhalb der Unterfamilie Holoadeninae der Craugastoridae gestellt, Amphibiaweb sieht die Art jedoch am ehesten als Noblella bilineata an.